# Jefea phyllocephala
Jefea phyllocephala là một loài thực vật có hoa trong họ Cúc. Loài này được (Hemsl.) Strother mô tả khoa học đầu tiên năm 1991.